# Албпетрол (футбольний клуб)
«Албпетрол» (алб. KS Albpetrol) — албанський футбольний клуб з міста Патос, заснований 1947 року. Провів шість сезонів у вищому дивізіоні країни, найкращий результат — 6 місце у сезоні 1994/95.

## Історія
Клуб був заснований у 1947 році під назвою «Пунеторі» (алб. KS Punëtori Patos), який в подальшому носив назву «Патос» і «Пуна», але 1958 року повернув історичну назву.
Вперше зіграв у найвищому албанському дивізіоні у сезоні 1974/75, але зайняв останнє 14 місце і одразу покинув елітний дивізіон.
Лише 1992 року команді вдалося знову повернутись до Суперліги, після чого головним спонсором клубу стала місцева енергетична компанія Albpetrol і назва клубу була змінена на «Албпетрол».
Під цією назвою команда в першому ж сезоні вийшла у фінал Кубка Албанії, де зазнала поразки від «Партизані» (0:1). Але оскільки столичний клуб також став і чемпіоном Албанії і кваліфікувався до Кубка європейських чемпіонів, «Албпетрол» отримав право зіграти у Кубку володарів кубків Європи 1993/94. Втім вже у кваліфікаційному раунді албанський клуб поступився за сумою двох матчів «Бальцерсу» з Ліхтенштейну і завершив євросезон.
Наприкінці сезону 1997/98 «Албпетрол» покинув вищий дивізіон і більше до нього не повертався. Натомість 2003 року команда вилетіла до третього дивізіону.

## Зміна назв
- 1947 — «Пунеторі» (алб. KS Punëtori Patos)
- 1949 — «Патос» (алб. Patos)
- 1950 — «Пуна» (алб. Puna Patos)
- 1958 — «Пунеторі» (алб. KS Punëtori Patos)
- 1992 — «Албпетрол» (алб. KS Albpetrol Patos)

## Виступи у єврокубках
| Сезон   | Турнір                      | Раунд | Суперник   | Вдома | В гостях |
| ------- | --------------------------- | ----- | ---------- | ----- | -------- |
| 1993–94 | Кубок володарів кубків УЄФА | Квал. | «Бальцерс» | 0–0   | 1–3      |